# Майк Лосън
Майк Лосън (на английски: Mike Lawson) е американски писател на бестселъри в жанра трилър и криминален роман. Пише и под псевдонима М. А. Лосън (на английски: M. A. Lawson).

## Биография и творчество
Майкъл „Майк“ Антъни Лоусън е роден на 3 май 1948 г. в САЩ. Израства в Пуебло, Колорадо. Завършва инженерна специалност в университета на Сиатъл. След дипломирането си работи в продължение на тридесет години в американския флот като ядрен инженер по програмата на ядрената енергетика на флота в голяма военна корабостроителница в Бремъртън, щат Вашингтон. В корабостроителницата ръководи редица различни екипа, свързани с ремонта на ядрено задвижвани подводници, круизни и самолетни превозвачи, завършвайки като старши мениджър в правителствената изпълнителна служба и като най-добър цивилен в корабостроителницата отговорна за ядрените реактори на Западното крайбрежие. Към края на трудовата си кариера започва да пише на лаптопа докато пътува с ферибота до местоработата си.
Първият му роман „The Inside Ring“ от поредицата политически трилъри „Джо Демарко“ е публикуван през 2005 г. Главният герой Джо Демарко е юрист-детектив и сътрудник на председателя на Камарата на представителите Джон Махоуни. След неуспешен опит за убийство на президента е убит друг човек, Демарко е натоварен да разследва състоянието на „Вътрешния кръг“ защитаващ най-близките му хора, съпътстван от насилие, лъжи, алчност и корупция.
През 2013 г. е издаден първият му екшън трилър „Rosarito Beach“ от поредицата „Кей Хамилтън“. Главната героиня е агент на ДЕА и разследва фамилията наркобарони Оливера в Сан Диего. Тя готви планове за игнорирането им, но един мистериозен непознат ги обърква и тя трябва да пожертва много, за да успее.
Майк Лосън живее със семейството си в Сиатъл.

## Произведения

### Като Майк Лосън

#### Серия „Джо Демарко“ (Joe De Marco)
1. The Inside Ring (2005)
Вътрешният кръг, изд.: ИК „Обсидиан“, София (2005), прев. Веселин Лаптев
2. The Second Perimeter (2006) – издаден и като „The Payback“
Вторият периметър, изд.: ИК „Обсидиан“, София (2007), прев. Веселин Лаптев
3. House Rules (2008) – издаден и като „Dead on Arrival“
Двойни игри, изд.: ИК „Обсидиан“, София (2008), СББ Медиа (2015), прев. Веселин Лаптев
4. House Secrets (2009) – издаден и като „Dead Man's List“
Вътрешно разследване, изд.: ИК „Обсидиан“, София (2010), прев. Ана Пипева
5. House Justice (2010)
6. House Divided (2011)
7. House Blood (2012)
8. House Odds (2013)
Рискове на играта, изд.: ИК „Обсидиан“, София (2013), прев. Надежда Розова
9. House Reckoning (2014)
10. House Rivals (2015)
11. House Revenge (2016)
Отмъщението на конгресмена, изд. ИК „Обсидиан“, София (2017), прев. Боян Дамянов
12. House Witness (2018)
Труден противник, изд.ИК „Обсидиан“, София (2018), прев. Богдан Русев
13. House Arrest (2019)

### Като М. А. Лосън

#### Серия „Кей Хамилтън“ (Kay Hamilton)
1. Rosarito Beach (2013)
2. Viking Bay (2015)
3. K Street (2017)